# Дуары
Дуары (англ. Dooars; бенг. ডুয়ার্স; непальск. डुवर्स — «двери, проходы») — область восточной Индии, примыкающая к северному берегу реки Брахмапутра в штатах Ассам и Западная Бенгалия, состоящая из плодородных долин многочисленных рек и их притоков, стекающих с гор на территории Бутана. Территория дуаров густо заселена. Исторически дуары играли большую роль для Бутана как выход к Брахмапутре и исключительно плодородные земли, в XVIII веке Бутан контролировал дуары и воевал с англичанами, пытаясь их удержать, однако после серии войн дуары были утрачены.

## География
Область дуаров принято подразделять на 18 отдельных проходов, через которые бутанцы могли выходить к равнинам. Дуары к западу от реки Санкош называются Западные дуары (или Бенгальские дуары), они находятся в штате Западная Бенгалия и занимают площадь 8800 кв. км. Восточные дуары находятся в штате Ассам. Дуары соответствуют природной зоне тераи, само слово «дуары» в непальском языке синонимично слову «тераи».
Плодородные земли образуются в первую очередь в долинах рек Брахмапутра и Манас в Ассаме, рек Санкош, Тиста и Джалдхака в Западной Бенгалии.

## История
В VII веке в дуарах находилось царство Камата или Каматпур. В 1494 году Каматпур был завоёван и опустошён Хуссайн-шахом Гауром. Позднее здесь образовалось государство Коч во главе с Вишва Сингха. Позднее столица государства Коч переместилась в город Атхаракота (совр. Куч-Бихар). Когда Куч-Бихар ослаб, дуары были заняты Бутаном.
Англичане заняли регион и присоединили к Бенгалии в 1865 году после англо-бутанской войны.
В 1947 году, после образования независимой Индии, территория приобрела статус индийского доминиона и вошла в состав Индии в 1949 году.

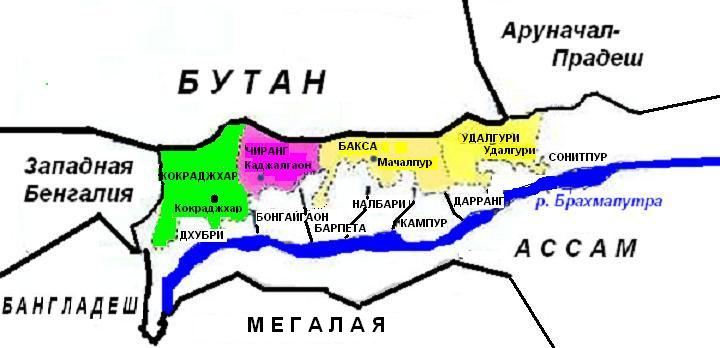
Четыре округа Бодоланда

Территория дуаров в Индии оставалась политически нестабильной. Часть дуаров, примыкающая к Бутану, занимает территория Бодоланд, образовавшаяся в результате соглашения между сеператистским движением и правительством Индии. На территории Западной Бенгалии идёт борьба за образование Горкхаланда, население которого требует автономии.

## Экономика

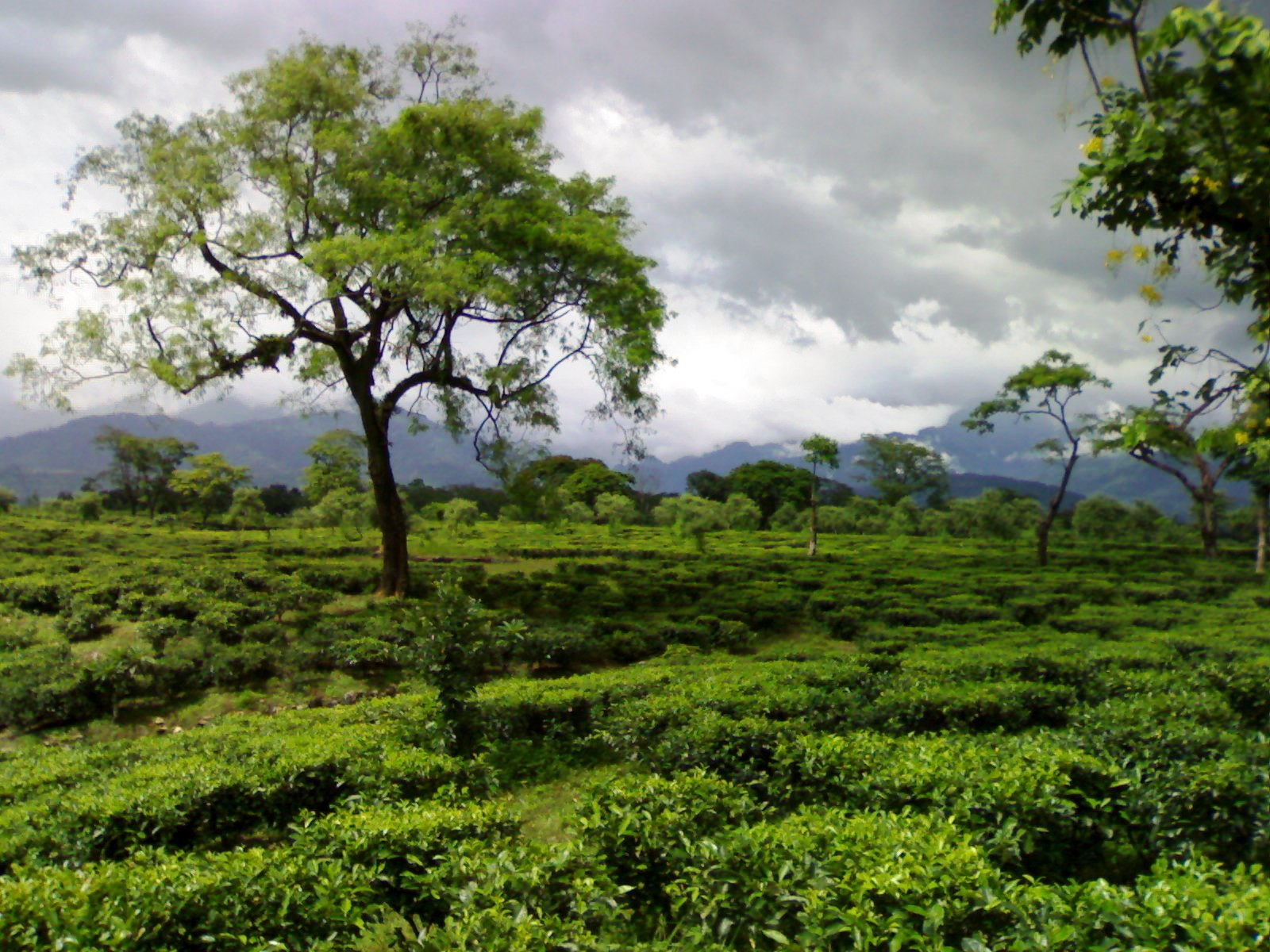
Чайная плантация в предгорьях Гималаев

Экономика Дуаров основана на трёх «Т» — Tea (чай), Tourism (туризм) и Timber (древесина).
Основной отраслью региона является чайная промышленность. Плодородная почва и обильные дожди делают его идеальным местом для выращивания чая. Чайные сады появились в бенгальских Дуарах ещё во времена британского владычества. После увеличения спроса на чай в 1980-х годах площадь чайных плантаций существенно увеличилась. С середины 1990-х годов многие мелкие земледельцы обратились к производству чая вместо выращивания скоропортящихся продуктов для местного рынка.
Часть населения также занимается выращиванием орехов бетеля. Выращивание других культур осуществляется в основном для местного потребления.
В регионе расположено несколько национальных парков и заповедников дикой природы, привлекающих туристов со всей Индии и из-за границы, что делает их важной отраслью экономики, а также местом работы для многих людей. Также процветает лесная промышленность, включающая ряд лесопильных, фанерных и других смежных предприятий.

## Природа

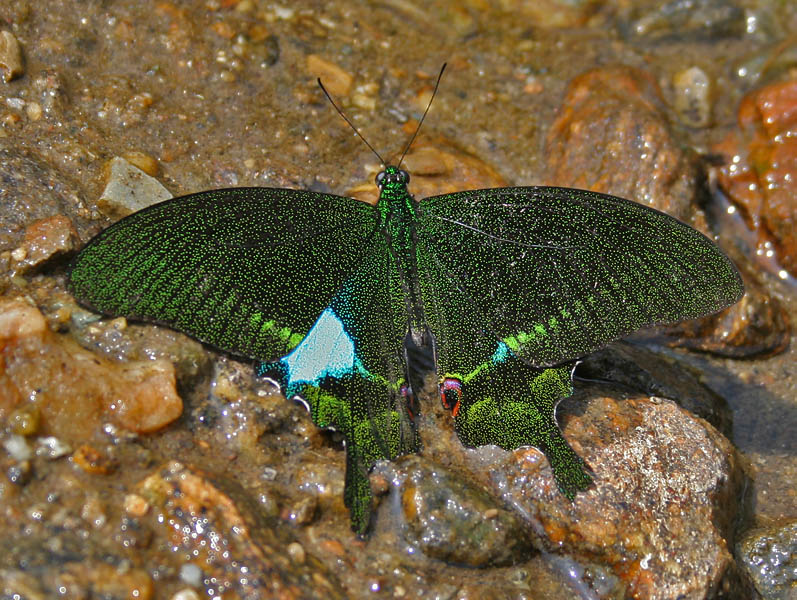
Парусник парис в Дарджилинге